# جنگل (رمان)
جنگل نام یک کتاب ادبی است که توسط آپتون سینکلر، نویسندهٔ اهل ایالات متحده نوشته شده‌است. این کتاب یکی از آثار مشهور ادبی جهان است. برای نگارش جنگل، نویسنده به کشتارگاه‌های صنعتی شیکاگو رفت و شرایط اسفناک آن‌جا را در داستان خود به تصویر کشید. سینکلر این رمان را برای نشان دادن شرایط خشن و زندگی مهاجران در ایالات متحده در شیکاگو و شهرهای صنعتی مشابه نوشت. هدف اصلی او در توصیف صنعت گوشت و شرایط کاری پیشرفت سوسیالیسم در ایالات متحده بود. با این حال، بیشتر خوانندگان ازتمام نقص های بهداشتی و اقدامات غیر بهداشتی (در صنایع بسته بندی گوشت آمریکایی در اوایل قرن بیستم )مطلع شدند، که به شدت به تظاهرات عمومی منجر شد و به اصلاحات از جمله قانون بازرسی گوشت منجر شد.
این کتاب فقر طبقه کارگر، فقدان حمایت اجتماعی، زندگی سخت و ناخوشایند و شرایط کاری و ناامیدی در میان بسیاری از کارگران را نشان می دهد. این عناصر با فساد عمیق ریشه دار مردم با قدرت مقایسه می شوند.

## تاثیر کتاب
اگرچه این کتاب برای روشن کردن وضعیت اسفناک قشر محروم کارگر و فساد عمیق صاحبان قدرت نوشته شده است، اما موجب اعتراض عموم به بهداشت غذایی نیز شد. این رمان یکی از پرنفوذترین رمان‌های آمریکایی به لحاظ سیاسی در قرن گذشته بود. به‌طوری که «تئودور روزولت»، رئیس جمهور وقت آمریکا، پس از خواندن این داستان، خواستار بررسی وضعیت صنعت بسته‌بندی گوشت شیکاگو شد. نتیجه این بررسی در عرض یک سال، وضع قانون بازرسی گوشت، همراه قانون غذا و دارو بود که بعدها راه را برای تأسیس «سازمان غذا و دارو» هموار کرد.